# Конуш (Пловдивская область)
Конуш (болг. Конуш) — село в Болгарии. Находится в Пловдивской области, входит в общину Асеновград. Население составляет 725 человек.

## Политическая ситуация
В местном кметстве Конуш, в состав которого входит Конуш, должность кмета (старосты) исполняет Кирил Кузманов Балджиев (Союз демократических сил (СДС)) по результатам выборов правления кметства.
Кмет (мэр) общины Асеновград — Христо Грудев Грудев (коалиция партий: Граждане за европейское развитие Болгарии (ГЕРБ), ВМРО — Болгарское национальное движение) по результатам выборов в правление общины.